# 墙夼水库
墙夼水库位于中国山东省诸城市和五莲县之间，是以防洪、灌溉为主，兼有发电、养殖等功能的大（二）型水库。分为东西两个库区，中间通过约400米长，20米宽的渠道相连。2010年完成除险加固工程。